# Eclissi solare del 7 maggio 1902
L'eclissi solare del 7 maggio 1902 è stato un evento astronomico che ha avuto luogo il suddetto giorno attorno alle ore 22:34 UTC. Tale evento ha avuto luogo nella Polinesia meridionale. L'eclissi del 7 maggio 1902 divenne la seconda eclissi solare nel 1902 e la quarta nel XX secolo. La precedente eclissi solare si è verificata l'8 aprile 1902, la seguente il 31 ottobre 1902.

## Percorso e visibilità
L'eclissi parziale era visibile in Nuova Zelanda, compreso la Polinesia. Ad est della Linea internazionale del cambio di data, a ovest della Nuova Zelanda. nonché ad ovest di tale linea,  l'eclissi solare risulta l'8 maggio.

## Eclissi correlate

### Eclissi solari 1901 - 1902
Questa eclissi è un membro di una serie semestrale. Un'eclissi in una serie semestrale di eclissi solari si ripete approssimativamente ogni 177 giorni e 4 ore (un semestre) in nodi alternati dell'orbita della Luna.

### Ciclo di Saros 146
L'evento fa parte del ciclo di Saros 146, che si ripete ogni 18 anni, 11 giorni, contenente 76 eventi. La serie è iniziata con un'eclissi solare parziale il 19 settembre 1541. Comprende eclissi totali dal 29 maggio 1938 al 7 ottobre 2154, eclissi ibride dal 17 ottobre 2172 al 20 novembre 2226 ed eclissi anulari dal 1º dicembre 2244 al 10 agosto 2659. La serie termina al membro 76 con un'eclissi parziale il 29 dicembre 2893. La durata più lunga della totalità nella serie è stata di 5 minuti, 21 secondi il 30 giugno 1992.